# Dravidogecko
Dravidogecko é um género de répteis escamados da família Gekkonidae. É um género monotípico, ou seja, só contém uma espécie. Esta espécie é nocturna e pode ser encontrada na Índia.

## Espécies
- Dravidogecko anamallensis